# Warrenton (Virginia)
Warrenton város az Amerikai Egyesült Államok Virginia államában, Fauquier megyében. Lakosainak száma 10 057 fő (2020. április 1.).

## Népesség
A település népességének változása:

| 2010 | 9 611  |
| 2020 | 10 057 |